# تازی ایرلندی

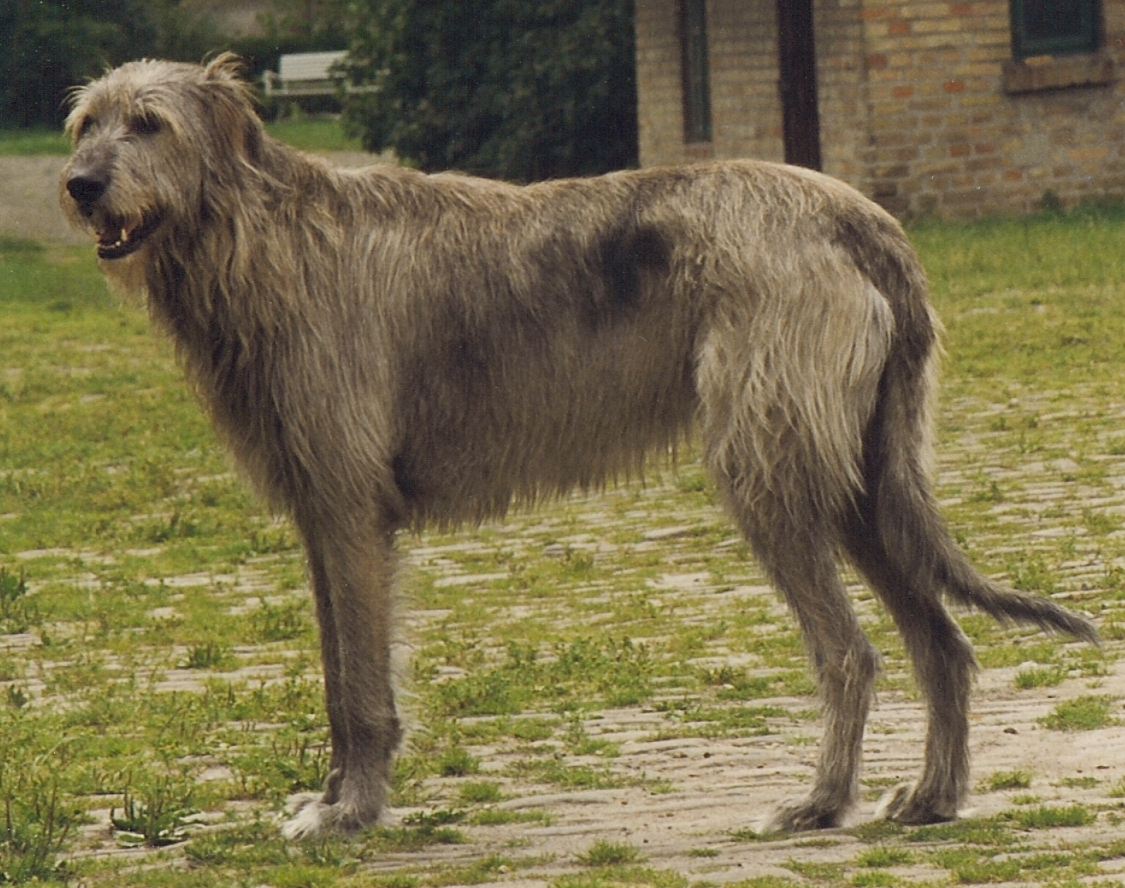
سگ تازی گرگ شکاری ایرلندی

سگ تازی ایرلندی (به انگلیسی: Irish Wolfhound) توسط رومیان به ایرلند آورده شد. سلتی‌های باستانی از تازی ایرلندی جهت شکار گرگ استفاده می‌کردند. البته هنوز هم از این سگ گرگ‌ها برای شکار گوزنهای نر، خوکهای وحشی، گرگ‌ها و کایوتها استفاده می‌شود.
سگ گرگ‌ها می‌توانند یک انسان را به وسیله حمله کردن به گلوی او بکشند.
سگ تازی ایرلندی یا Irish Wolfhound یکی از بلندقدترین و باشکوه‌ترین نژادهای سگ در جهان است. در ادامه خلاصه‌ای از ویژگی‌ها و اطلاعات کلیدی این نژاد آورده شده:

### مشخصات کلی:
| ویژگی       | توضیح                                  |
| ----------- | -------------------------------------- |
| قد          | نرها: حدود ۸۱–۸۶ سانتی‌متر (گاهی بیشتر) |
| وزن         | بین ۵۵ تا ۷۵ کیلوگرم                   |
| منشأ        | ایرلند                                 |
| طول عمر     | حدود ۶ تا ۸ سال                        |
| کاربرد سنتی | شکار گرگ و گوزن؛ سگ جنگی در گذشته      |

### ویژگی‌های ظاهری:
- بدنی بسیار بلند و عضلانی
- پوشش خشن و زمخت، معمولاً به رنگ خاکستری، سفید، مشکی، قرمز یا قهوه‌ای
- چهره‌ای نجیب و نگاه مهربان

### خلق‌وخو:
- آرام، نجیب و مهربان
- با خانواده بسیار وفادار و صبور
- با غریبه‌ها رفتاری ملایم و غیرتهاجمی
- به خاطر جثه بزرگش به فضای کافی نیاز دارد ولی نسبت به اندازه‌اش بسیار آرام است

### نکات مهم:
- به دلیل رشد سریع و جثه بزرگ، مستعد مشکلات مفصلی و بیماری‌های قلبی است.
- آموزش و اجتماعی‌سازی از تولگی اهمیت زیادی دارد.
- نیاز به فعالیت روزانه متوسط دارد، ولی مانند نژادهای پرانرژی نیست.[۱]